# Las Violetas
Las Violetas és un centre poblat de l'Uruguai, ubicat a l'oest del departament de Flores, sobre el límit amb Soriano.
Es troba a 108 metres sobre el nivell del mar. Té una població aproximada de 163 habitants.